# 商业现货
商用现成或商用现货（COTS）产品是將已有的軟體或硬體包裝，然后进行调整，以满足采购方的需求，而不是為采购方特別定制的解决方案。相关术语Mil-COTS指的是美国军方使用的COTS产品。